# Lubomír Petruš
Lubomír Petruš, né le 17 juillet 1990 à Bruntál, est un coureur cycliste tchèque spécialiste du cyclo-cross.

## Palmarès en cyclo-cross
- 2005-2006
  - 3e du championnat de République tchèque de cyclo-cross cadets
- 2006-2007 
  - 2e du championnat de République tchèque de cyclo-cross juniors
- 2007-2008 
  -  Champion d'Europe de cyclo-cross juniors
  -  Champion de République-tchèque de cyclo-cross juniors
  -  Médaillé de bronze du championnat du monde de cyclo-cross juniors
- 2008-2009
  - 2e du championnat de République tchèque de cyclo-cross espoirs
- 2009-2010 
  - Trophée GvA espoirs #1, Namur
- 2015-2016
  - XXII Przełajowy Wyscig Kolarski "BRYKSY CROSS", Gosciecin

## Palmarès sur route

### Par année
- 2007
  - 3e du championnat de République tchèque sur route juniors
- 2009
  - 2e du Tour Alsace
- 2010
  - 2e du championnat de République tchèque sur route espoirs
- 2012
  - 2e étape du Tour de Liège

### Classements mondiaux
| Année           | 2009 | 2010   | 2011 | 2012   |
| --------------- | ---- | ------ | ---- | ------ |
| UCI Europe Tour | 488e | 1 186e |      | 1 141e |